# Albin Valabrègue
Isaac Albin Joseph Alexandre Valabrègue, né le 17 décembre 1853 à Carpentras et mort le 26 janvier 1937 dans le 16e arrondissement de Paris, est un auteur dramatique, librettiste et philosophe français.

## Biographie
Secrétaire du théâtre des Nations (1880), collaborateur de L'Illustration dès 1890, il reprend en 1892 la critique théâtrale après la mort du chroniqueur musical et théâtral Michel Savigny. Ses pièces ont été représentées sur les plus grandes scènes parisiennes du XIXe siècle et du début du XXe : Théâtre du Palais-Royal, Théâtre des Variétés, Théâtre du Gymnase, Théâtre des Menus-Plaisirs, etc. De confession juive, il s'engage également contre l'antisémitisme à travers son ouvrage La Parole juive.

## Œuvres
Théâtre
- La Veuve Chapuzot, comédie en 3 actes, 1879
- Clarvin père et fils, pièce en 3 actes, 1880
- Le Crime, drame en 5 actes, avec Eugène Bertol-Graivil, 1882
- Le Présomptif, opéra-bouffe en 3 actes, avec Alfred Hennequin, musique de Louis Gregh, 1883
- Les Maris inquiets, comédie-vaudeville en 3 actes, 1883
- Trois femmes pour un mari (avec Grenet-Dancourt), comédie-bouffe en 3 actes
- La Flamboyante, comédie en 3 actes, avec Paul Ferrier et Félix Cohen, 1884
- L'Homme de paille, comédie en 3 actes, 1885
- L’Étudiant pauvre, opéra-comique en 3 actes et 4 tableaux d'après Scribe, avec Hennequin, 1885
- Les Grippesou, comédie en 1 acte, 1885
- Figaro-Revue, revue de l'année en 4 tableaux dont un entracte, 1885
- La Fille à Georgette, parodie en 1 acte, 1886
- Le Bonheur conjugal, comédie en 3 actes, 1886
- Le Sous-préfet, comédie en 1 acte, 1886
- Durand et Durand, comédie-vaudeville en 3 actes, avec Maurice Ordonneau, 1887
- Les Vacances du mariage, comédie vaudeville en 3 actes, avec Hennequin, 1887
- Les Saturnales, opéra-bouffe en 3 actes, musique de Paul Lacome, 1887
- Les Vieilles gens, comédie en 1 acte, 1887
- La Sécurité des familles, comédie en 3 actes, 1888
- Les Boulinard, comédie-vaudeville en 3 actes, avec Ordonneau et Kéroul, 1890
- Madame a ses brevets, comédie en 1 acte, 1890
- Un prix Monthyon, vaudeville en 3 actes, avec Hennequin, 1890
- Ménages parisiens, comédie en 3 actes, 1890
- Le Pompier de Justine,vaudeville en 3 actes, avec Georges Davril, 1890
- Le Bourgeois républicain, pièce politique en 1 acte, 1893
- Le Premier Mari de France, vaudeville en 3 actes, 1893
- Les Ricochets de l'amour, comédie en 3 actes, avec Hennequin, 1894
- Les Entr'actes du cœur, comédie en 1 acte, 1896
- Le Sosie, opéra-bouffe en 3 actes, avec Henri Kéroul, musique de Raoul Pugno, 1896
- Coralie et Compagnie, pièce en 3 actes, avec Hennequin, 1896
- Place aux femmes, comédie en 4 actes, avec Hennequin, 1898
- L'Étude Tocasson, vaudeville en 3 actes, avec Ordonneau, 1901
- Le Sublime Ernest, vaudeville en 3 actes, avec Hennequin, 1902
- Vive l'amour, vaudeville en 3 actes, avec Wulfran Canaple, 1907
- L’Éducation sociale, pièce en 1 acte, 1912
- Le Fils de l'homme, pièce en 5 actes et 10 tableaux, 1912
- L'Amour homéopathe, 3 tableaux, publié dans Fantasio, 15 mai 1925
- La Barreaumanie, comédie en 1 acte, 1926
- Les Vieilles Gens, pièce en 1 acte, posthume, réalisation radiophonique, 1940

Autres
- Contes saugrenus : Un pacte avec le diable, Un pari singulier, Gassier, 1875
- Une de ces dames, par le sergent Bobillot, avec la collaboration d'Albin Valabrègue, P. Ollendorff, 1885
- Nos femmes, L. Boulanger, 1894
- Le Christianisme pour tous, chez l'auteur, 1895
- La Philosophie du 20e siècle, Villiers, 1895
- La Parole juive, Le Cerf, 1896
- Almanach de la survie pour l'année 1900, Chamuel, 1900
- La Jalousie au théâtre, 1920
- Les Âmes de feu - La Scène du pauvre, nouvelles parues dans Rumeur, le 8 mai 1928
- Les Vérités nécessaires, Clerc, 1928
- La Paix. L'Appel par le théâtre. Théâtre du Réveil, textes publiés dans La Volonté du 29 octobre 1930